# Mistrzostwa Świata w Lekkoatletyce 1983 – bieg na 400 m mężczyzn
Bieg na 400 metrów mężczyzn – jedna z konkurencji biegowych rozgrywanych podczas lekkoatletycznych mistrzostw świata na Stadionie Olimpijskim w Helsinkach.

## Terminarz
| Data        |              |
| ----------- | ------------ |
| 7 sierpnia  | Eliminacje   |
| 8 sierpnia  | Ćwierćfinały |
| 9 sierpnia  | Półfinały    |
| 10 sierpnia | Finał        |

## Rekordy
|               | Zawodnik  | Wynik | Miejsce | Data                      |
| ------------- | --------- | ----- | ------- | ------------------------- |
| Rekord świata | Lee Evans | 43,86 | Meksyk  | 18 października 1968(dts) |

## Wyniki

### Eliminacje
Rozegrano 7 biegów eliminacyjnych. Z każdego biegu czterech najlepszych zawodników automatycznie awansowało do ćwierćfinałów (Q). Skład ćwierćfinalistów uzupełniło czterech najszybszych sprinterów spoza pierwszej trójki ze wszystkich biegów eliminacyjnych (q).

### Bieg 1
| Poz. | Imię i nazwisko  | Narodowość          | Wynik | Uwagi |
| ---- | ---------------- | ------------------- | ----- | ----- |
| 1    | Sunder Nix       | Stany Zjednoczone   | 46,19 | Q     |
| 2    | Gérson de Souza  | Brazylia            | 46,43 | Q     |
| 3    | Phil Brown       | Wielka Brytania     | 46,60 | Q     |
| 4    | Isidro del Prado | Filipiny            | 46,92 | Q     |
| 5    | Aldo Canti       | Francja             | 47,50 |       |
| 6    | Gordan Hinds     | Barbados            | 47,55 |       |
| 7    | Kenrick Camerud  | Saint Kitts i Nevis | 49,68 |       |
| –    | Paiwa Bogela     | Papua-Nowa Gwinea   | DNS   |       |

### Bieg 2
| Poz. | Imię i nazwisko      | Narodowość                   | Wynik | Uwagi |
| ---- | -------------------- | ---------------------------- | ----- | ----- |
| 1    | Bert Cameron         | Jamajka                      | 46,11 | Q     |
| 2    | Ján Tomko            | Czechosłowacja               | 46,17 | Q     |
| 3    | Thomas Schönlebe     | NRD                          | 46,23 | Q     |
| 4    | Sándor Vasvári       | Węgry                        | 46,69 | Q     |
| 5    | Abu Alhassan         | Ghana                        | 48,14 |       |
| 6    | Salem Khalil Ibrahim | Zjednoczone Emiraty Arabskie | 48,16 |       |
| 7    | Ali Al Harazi        | Jemen                        | 59,67 |       |
| –    | Ángel Heras          | Hiszpania                    | DQ    |       |

### Bieg 3
| Poz. | Imię i nazwisko  | Narodowość                 | Wynik | Uwagi |
| ---- | ---------------- | -------------------------- | ----- | ----- |
| 1    | Erwin Skamrahl   | RFN                        | 46,31 | Q     |
| 2    | Todd Bennett     | Wielka Brytania            | 46,58 | Q     |
| 3    | Douglas Hinds    | Kanada                     | 46,64 | Q     |
| 4    | Gary Minihan     | Australia                  | 46,90 | Q     |
| 5    | James Atuti      | Kenia                      | 46,95 | q     |
| 6    | Dean Greenaway   | Brytyjskie Wyspy Dziewicze | 48,26 |       |
| –    | Emmanuel Bitanga | Kamerun                    | DNS   |       |

### Bieg 4
| Poz. | Imię i nazwisko   | Narodowość                | Wynik | Uwagi |
| ---- | ----------------- | ------------------------- | ----- | ----- |
| 1    | Michael Paul      | Trynidad i Tobago         | 46,33 | Q     |
| 2    | Moses Kyeswa      | Uganda                    | 46,35 | Q     |
| 3    | Susumu Takano     | Japonia                   | 46,66 | Q     |
| 4    | Eliot Tabron      | Stany Zjednoczone         | 46,68 | Q     |
| 5    | Marcel Arnold     | Szwajcaria                | 47,44 | q     |
| 6    | David Sawyerr     | Sierra Leone              | 49,29 |       |
| 7    | Lenford O’Garro   | Saint Vincent i Grenadyny | 50,25 |       |
| –    | Nafi Ahmed Mersal | Egipt                     | DNF   |       |

### Bieg 5
| Poz. | Imię i nazwisko       | Narodowość               | Wynik | Uwagi |
| ---- | --------------------- | ------------------------ | ----- | ----- |
| 1    | Martin Weppler        | RFN                      | 46,32 | Q     |
| 2    | Hassan El Kashief     | Sudan                    | 46,61 | Q     |
| 3    | Wiktor Markin         | ZSRR                     | 46,74 | Q     |
| 4    | Gabriel Tiacoh        | Wybrzeże Kości Słoniowej | 47,11 | Q     |
| 5    | Hector Daley          | Panama                   | 47,19 | q     |
| 6    | Eric Josjö            | Szwecja                  | 47,25 | q     |
| 7    | Jean-Marie Rudasinqwa | Rwanda                   | 50,52 |       |
| –    | Allan Ingraham        | Bahamy                   | DNS   |       |

### Bieg 6
| Poz. | Imię i nazwisko       | Narodowość        | Wynik | Uwagi |
| ---- | --------------------- | ----------------- | ----- | ----- |
| 1    | Mike Franks           | Stany Zjednoczone | 46,16 | Q     |
| 2    | Oddur Sigurðsson      | Islandia          | 47,09 | Q     |
| 3    | Christopher Madzokere | Zimbabwe          | 47,17 | Q     |
| 4    | Dušan Malovec         | Czechosłowacja    | 21,39 | Q     |
| 5    | Moussa Fall           | Senegal           | 47,72 |       |
| 6    | Joseph Ramotshabi     | Botswana          | 48,35 |       |
| 7    | Agripa Mwausegha      | Malawi            | 49,02 |       |
| –    | Sunday Uti            | Nigeria           | DQ    |       |

### Bieg 7
| Poz. | Imię i nazwisko | Narodowość        | Wynik | Uwagi |
| ---- | --------------- | ----------------- | ----- | ----- |
| 1    | Hartmut Weber   | RFN               | 45,74 | Q     |
| 2    | Darren Clark    | Australia         | 46,26 | Q     |
| 3    | Mike Okot       | Uganda            | 46,69 | Q     |
| 4    | Matti Rusanen   | Finlandia         | 47,37 | Q     |
| 5    | Adram M’Kumi    | Tanzania          | 49,22 |       |
| –    | Clive Williams  | Belize            | 51,82 |       |
| –    | Mike Solomon    | Trynidad i Tobago | DQ    |       |
| –    | Roberto Ribaud  | Trynidad i Tobago | DNS   |       |

### Ćwierćfinały
Rozegrano 4 biegi ćwierćfinałowe. Z każdego biegu 4 najlepszych zawodników awansowało do następnej rundy (Q).

### Bieg 1
| Poz. | Imię i nazwisko       | Narodowość        | Wynik | Uwagi |
| ---- | --------------------- | ----------------- | ----- | ----- |
| 1    | Mike Franks           | Stany Zjednoczone | 45,57 | Q     |
| 2    | Phil Brown            | Wielka Brytania   | 45,80 | Q     |
| 3    | Thomas Schönlebe      | NRD               | 45,86 | Q     |
| 4    | Martin Weppler        | RFN               | 46,12 | Q     |
| 5    | Gary Minihan          | Australia         | 46,32 |       |
| 6    | Mike Okot             | Uganda            | 46,38 |       |
| 7    | Christopher Madzokere | Zimbabwe          | 46,74 |       |
| –    | Dušan Malovec         | Czechosłowacja    | DNF   |       |

### Bieg 2
| Poz. | Imię i nazwisko  | Narodowość               | Wynik | Uwagi |
| ---- | ---------------- | ------------------------ | ----- | ----- |
| 1    | Bert Cameron     | Jamajka                  | 45,76 | Q     |
| 2    | Darren Clark     | Australia                | 45,84 | Q     |
| 3    | Erwin Skamrahl   | RFN                      | 45,90 | Q     |
| 4    | Gérson de Souza  | Brazylia                 | 45,94 | Q     |
| 5    | Gabriel Tiacoh   | Wybrzeże Kości Słoniowej | 46,22 |       |
| 6    | Eliot Tabron     | Stany Zjednoczone        | 46,54 |       |
| 7    | Isidro del Prado | Filipiny                 | 46,71 |       |
| 8    | Matti Rusanen    | Finlandia                | 46,79 |       |

### Bieg 3
| Poz. | Imię i nazwisko  | Narodowość        | Wynik | Uwagi |
| ---- | ---------------- | ----------------- | ----- | ----- |
| 1    | Hartmut Weber    | RFN               | 46,01 | Q     |
| 2    | Moses Kyeswa     | Uganda            | 46,31 | Q     |
| 3    | Michael Paul     | Trynidad i Tobago | 46,44 | Q     |
| 4    | Douglas Hinds    | Kanada            | 46,62 | Q     |
| 5    | Susumu Takano    | Japonia           | 47,06 |       |
| 6    | James Atuti      | Kenia             | 47,59 |       |
| 7    | Oddur Sigurðsson | Islandia          | 48,09 |       |
| –    | Marcel Arnold    | Szwajcaria        | DNS   |       |

### Bieg 4
| Poz. | Imię i nazwisko   | Narodowość        | Wynik | Uwagi |
| ---- | ----------------- | ----------------- | ----- | ----- |
| 1    | Wiktor Markin     | ZSRR              | 46,16 | Q     |
| 2    | Sunder Nix        | Stany Zjednoczone | 46,19 | Q     |
| 3    | Ján Tomko         | Czechosłowacja    | 46,24 | Q     |
| 4    | Todd Bennett      | Wielka Brytania   | 46,39 | Q     |
| 5    | Hector Daley      | Panama            | 46,42 |       |
| 6    | Eric Josjö        | Szwecja           | 46,97 |       |
| 7    | Sándor Vasvári    | Węgry             | 47,34 |       |
| –    | Hassan El Kashief | Sudan             | DNF   |       |

### Półfinały
Rozegrano 2 biegi półfinałowe. Z każdego biegu 4 najlepszych zawodników awansowało do finału (Q).

### Bieg 1
| Poz. | Imię i nazwisko  | Narodowość        | Wynik | Uwagi |
| ---- | ---------------- | ----------------- | ----- | ----- |
| 1    | Mike Franks      | Stany Zjednoczone | 45,44 | Q     |
| 2    | Hartmut Weber    | RFN               | 45,61 | Q     |
| 3    | Thomas Schönlebe | NRD               | 45,67 | Q     |
| 4    | Michael Paul     | Trynidad i Tobago | 45,83 | Q     |
| 5    | Ján Tomko        | Czechosłowacja    | 46,03 |       |
| 6    | Todd Bennett     | Wielka Brytania   | 46,11 |       |
| 7    | Darren Clark     | Australia         | 46,36 |       |
| 8    | Martin Weppler   | RFN               | 46,55 |       |

### Bieg 2
| Poz. | Imię i nazwisko | Narodowość        | Wynik | Uwagi |
| ---- | --------------- | ----------------- | ----- | ----- |
| 1    | Bert Cameron    | Jamajka           | 45,48 | Q     |
| 2    | Erwin Skamrahl  | RFN               | 45,61 | Q     |
| 3    | Gérson de Souza | Brazylia          | 45,63 | Q     |
| 4    | Sunder Nix      | Stany Zjednoczone | 45,73 | Q     |
| 5    | Wiktor Markin   | ZSRR              | 45,73 |       |
| 6    | Douglas Hinds   | Kanada            | 46,52 |       |
| 7    | Moses Kyeswa    | Uganda            | 46,79 |       |
| 8    | Phil Brown      | Wielka Brytania   | 46,81 |       |

### Finał
| Poz. | Imię i nazwisko  | Narodowość        | Wynik |
| ---- | ---------------- | ----------------- | ----- |
| 1    | Bert Cameron     | Jamajka           | 45,05 |
| 2    | Mike Franks      | Stany Zjednoczone | 45,22 |
| 3    | Sunder Nix       | Stany Zjednoczone | 45,24 |
| 4    | Erwin Skamrahl   | RFN               | 45,37 |
| 5    | Hartmut Weber    | RFN               | 45,49 |
| 6    | Thomas Schönlebe | NRD               | 45,50 |
| 7    | Michael Paul     | Trynidad i Tobago | 45,80 |
| 8    | Gérson de Souza  | Brazylia          | 45,91 |